# Piotr Vorobiov
 (août 2025).
Motif : absence de sources secondaires centrées distantes de deux ans
- Archive Wikiwix
- Bing
- Cairn
- DuckDuckGo
- E. Universalis
- Gallica
- Google
- G. Books
- G. News
- G. Scholar
- Persée
- Qwant
- (zh) Baidu
- (ru) Yandex
- (wd) trouver des œuvres sur Wikidata

| 1. | Préciser le motif de la pose du bandeau. | Précisez le motif de la pose du bandeau en utilisant la syntaxe suivante : {{admissibilité à vérifier\|date=août 2025\|motif=remplacez ce texte par le motif}}                      |
| 2. | Informer les utilisateurs concernés.     | Pensez à avertir le créateur de l'article, par exemple, en insérant le code ci-dessous sur sa page de discussion : {{subst:avertissement admissibilité à vérifier\|Piotr Vorobiov}} |

Pour les articles homonymes, voir Vorobiov.
Piotr Ilitch Vorobiov - en russe Пётр Ильич Воробьёв et en anglais Petr Vorobiev - (né le 28 janvier 1949 à Moscou en URSS) est un joueur professionnel russe de hockey sur glace devenu entraîneur. Il est le père d'Ilia Vorobiov également joueur professionnel.

## Biographie
Il commence sa carrière en 1967 au Dinamo Kiev dans le championnat d'URSS. Il rejoint ensuite le Dinamo Riga. En 1979, il met un terme à sa carrière et devient entraîneur au Dinamo Riga. De 1990 à 1993, il est entraîneur-adjoint puis entraîneur chef du HK Dinamo Moscou. Il est champion de Champion de Russie 1993. Puis, il passe trois saisons aux Francfort Lions dans la DEL. Il mène le Lokomotiv Iaroslavl au titre en 1997 puis le Lada Togliatti à la Coupe continentale 2006.
Au niveau international, il a dirigé les équipes de Russie senior et jeune. Il est champion du 1993 et médaillé d'argent aux Jeux olympiques de 1998. Il est à la tête de la Lettonie lors du mondial 2006.

## Statistiques
Pour les significations des abréviations, voir Statistiques du hockey sur glace.
| Saison    | Équipe      | Ligue |    | Saison régulière | Saison régulière | Saison régulière | Saison régulière | Saison régulière |   | Séries éliminatoires | Séries éliminatoires | Séries éliminatoires | Séries éliminatoires | Séries éliminatoires |
| Saison    | Équipe      | Ligue | PJ | B                | A                | Pts              | Pun              | PJ               | B | A                    | Pts                  | Pun                  |                      |                      |
| 1978-1979 | Dinamo Riga | URSS  | 35 | 6                | 13               | 19               | 31               |                  |   |                      |                      |                      |                      |                      |